# Regione dei cinque laghi

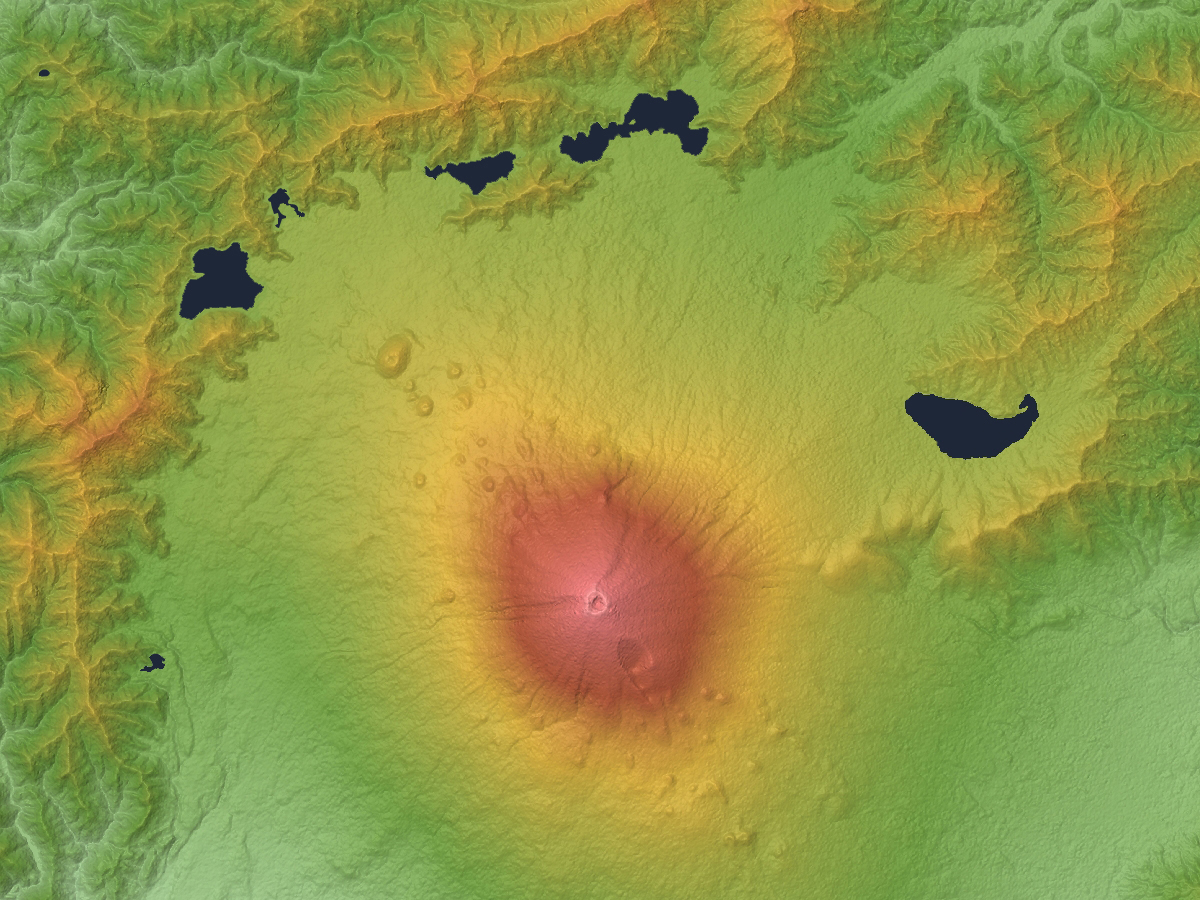
Carta in rilievo dei cinque laghi e del monte Fuji.

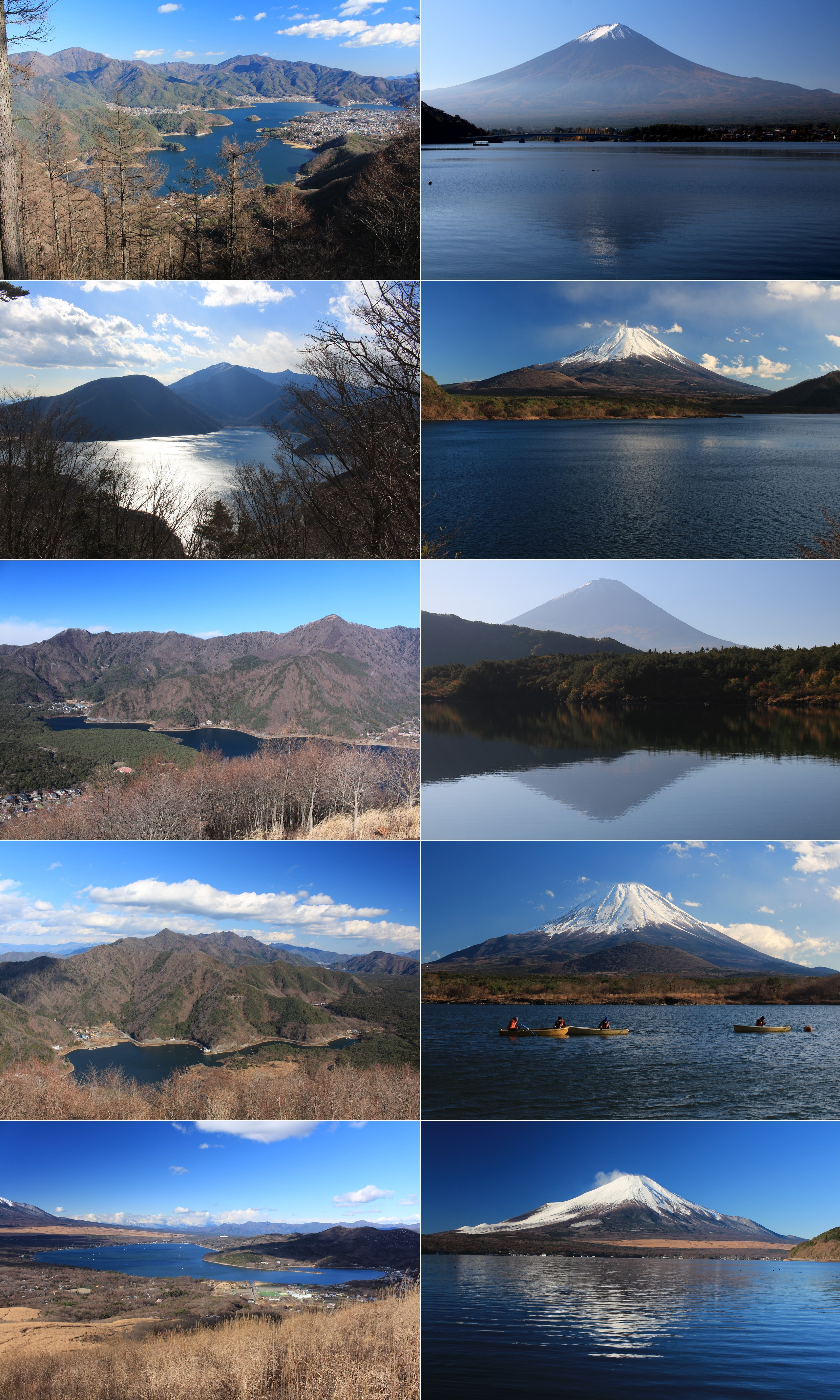
I cinque laghi del Fuji: Kawaguchi, Yamanaka, Sai, Motosu e Shōji.

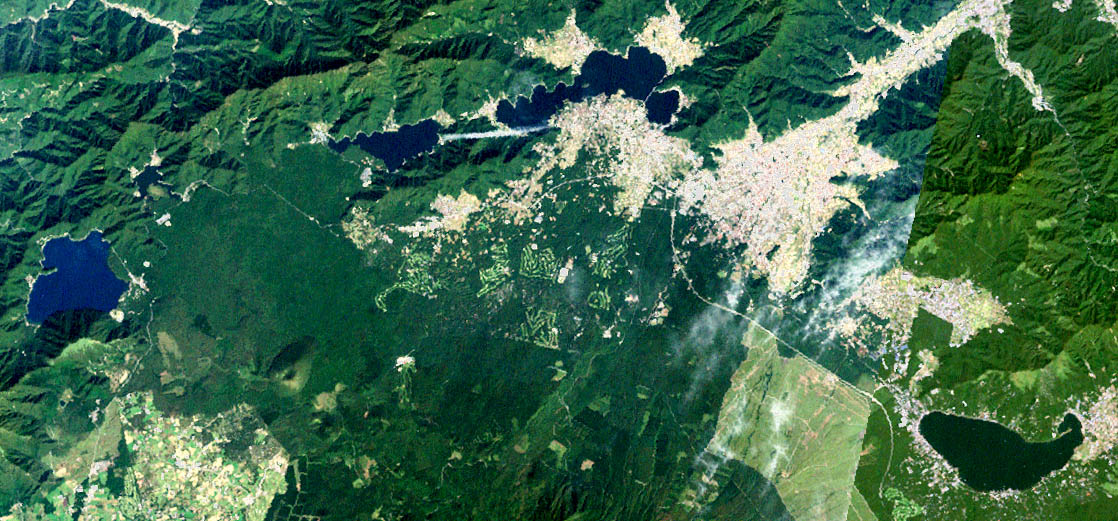
Immagine satellitare della regione.

La regione dei cinque laghi (富士五湖?, Fujigoko, lett. "Cinque laghi del Fuji") è un'area geografica sita alla base settentrionale del Fuji, nella prefettura di Yamanashi, in Giappone. La zona comprende i laghi Kawaguchi, Yamanaka, Sai, Motosu e Shōji, oltre alla foresta di Aokigahara e la zona acquitrinosa di Oshino Hakkai.

## Geografia
La zona comprende i laghi Kawaguchi, Yamanaka, Sai, Motosu e Shōji ed è sita approssimativamente a 1000 m sul livello del mare. I cinque laghi sono disposti ad arco lungo la base settentrionale del Monte Fuji e costituiscono un'importante attrazione turistica della zona. 
In tempi antichi le colate laviche derivate dalle eruzioni del Fuji formarono delle dighe naturali nei fiumi circostanti dando origine ai laghi. I laghi Sai, Shōji e Motosu sono ancora connessi tra loro tramite corsi d'acqua sotterranei e di conseguenza mantengono la stessa altitudine sul livello del mare. 
Vicino al lago Sai si trova la foresta di Aokigahara, mentre tra il lago Kawaguchi e il lago Yamanaka sorge la città di Fujiyoshida. Nei pressi del villaggio di Oshino vi era in passato un sesto lago, che ha lasciato posto a una zona acquitrinosa nota come Oshino Hakkai, la quale comprende otto stagni: Okama, Sokonashi, Choshi, Nigori, Waku, Kagami, Shōbu e Dekuchi.
| Immagine | Nome      | Area     | Profondità massima | Perimetro | Altitudine s.l.m | Capacità    | Coordinate             |
| -------- | --------- | -------- | ------------------ | --------- | ---------------- | ----------- | ---------------------- |
|          | Kawaguchi | 5,70 km² | 14,6 m             | 20,94 km  | 830,5 m          | 0,053 km³   | 35°31′04″N 138°45′22″E |
|          | Yamanaka  | 6,80 km² | 13,3 m             | 13,87 km  | 980,5 m          | 0,06392 km³ | 35°25′00″N 138°52′30″E |
|          | Sai       | 2,10 km² | 71,7 m             | 9,85 km   | 900 m            | 0,08085 km³ | 35°29′53″N 138°41′11″E |
|          | Motosu    | 4,70 km² | 121,6 m            | 11,82 km  | 900 m            | 0,316 km³   | 35°27′50″N 138°35′08″E |
|          | Shōji     | 0,50 km² | 15,2 m             | 6,80 km   | 900 m            | 0,0035 km³  | 35°29′27″N 138°36′30″E |